# Bernd Dießner
Bernd Dießner (ur. 16 marca 1946 w Aken) – niemiecki lekkoatleta, długodystansowiec, medalista mistrzostw Europy z 1966. W czasie swojej kariery reprezentował Niemiecką Republikę Demokratyczną.
Zdobył brązowy  medal w biegu na 5000 metrów na mistrzostwach Europy w 1966 w Budapeszcie. Na europejskich igrzyskach halowych w 1968 w Madrycie zdobył srebrny medal w biegu na 3000 metrów.
Odpadł w eliminacjach biegu na 5000 metrów na igrzyskach olimpijskich w 1968 w Meksyku. Na mistrzostwach Europy w 1969 w Atenach zajął 4. miejsce w biegu na 5000 metrów, a na kolejnych mistrzostwach Europy w 1971 w Helsinkach był na tym dystansie czternasty.
Dießner był mistrzem NRD w biegu na 5000 metrów w 1968 i 1971 oraz wicemistrzem w 1966, a także brązowym medalistą w biegu na 1500 metrów w 1965. Był również halowym mistrzem NRD w biegu na 3000 metrów w 1968, 1969 i 1971.
Po zakończeniu kariery zawodniczej został trenerem lekkoatletycznym. Jego podopiecznymi byli m.in. Ulrike Bruns, Jens-Peter Herold, Jürgen Straub i Olaf Beyer.